# Danh sách đĩa đơn của BTS
Nhóm nhạc nam Hàn Quốc BTS đã phát hành 38 đĩa đơn với tư cách là nghệ sĩ chính — 3 trong số đó là nhạc phim, 8 đĩa đơn với tư cách là nghệ sĩ góp giọng, 2 đĩa đơn quảng bá và hơn 100 bài hát khác.
Nhóm ra mắt tại Hàn Quốc vào ngày 13 tháng 6 năm 2013 với đĩa đơn "No More Dream", đạt vị trí số 124 trên Gaon Digital Chart và bán được 50.000 bản. Nhằm quảng bá cho mini album đầu tay O!RUL8.2?, nhóm phát hành "N.O" và đạt được thành công nhỏ về mặt thương mại tại Hàn Quốc. Nhóm phát hành 4 đĩa đơn vào năm 2014: "Boy in Luv", "Just One Day", "Danger" và "War of Hormone", tất cả đều ra mắt trên bảng xếp hạng Gaon Digital. "Boy in Luv" là bài hát có thành tích tốt nhất trong số 4 bài hát và ra mắt trong top 50 của bảng xếp hạng — bán được hơn 200.000 bản vào cuối năm.
"I Need U" được phát hành vào tháng 4 năm 2015, ra mắt trong top 5 của Gaon Digital Chart và đạt vị trí số 3 trên bảng xếp hạng World Digital Songs của Billboard ở Hoa Kỳ. BTS phát hành 2 đĩa đơn vào năm 2015: "Dope" và "Run" — sau đó ra mắt trong top 10 tại Hàn Quốc. Đĩa đơn tiếng Nhật thứ tư "For You"của nhóm được phát hành vào ngày 17 tháng 6 năm 2015 và là bản hit đầu tiên của nhóm tại Nhật Bản, dẫn đầu cả hai bảng xếp hạng Oricon Singles Chart và Hot 100 của Billboard Japan. Phiên bản tiếng Nhật của "I Need U" được phát hành vào tháng 12 cùng năm và ra mắt ở vị trí số 1 trên Oricon. Đĩa đơn tiếng Nhật tiếp theo "Run" được phát hành vào ngày 15 tháng 3 năm 2016.
BTS ghi nhận được bản hit đầu tiên trong sự nghiệp với "Blood Sweat & Tears" vào cuối năm 2016, bán được hơn 1,5 triệu bản tại Hàn Quốc và đạt vị trí số 1 trên bảng xếp hạng Billboard World Digital Songs. Phiên bản tiếng Nhật của đĩa đơn được phát hành vào tháng 5 năm 2017 và là đĩa đơn đầu tiên của nhóm được Hiệp hội Công nghiệp Ghi âm Nhật Bản trao chứng nhận Bạch kim. Nhóm phát hành 3 đĩa đơn vào năm 2017: "Spring Day", "Not Today" và "DNA". Tất cả các đĩa đơn đều ra mắt trong top 10 tại Hàn Quốc và đạt vị trí số 1 trên bảng xếp hạng World Digital Songs. "DNA" đạt vị trí cao nhất ở vị trí 67 trên Billboard Hot 100. Bản remix cho "MIC Drop" của DJ người Mỹ Steve Aoki và nam rapper Desiigner được phát hành vào tháng 11 năm 2017, ra mắt trong top 40 trên Hot 100 và là bài hát đầu tiên của một nhóm nhạc nam Hàn Quốc được Hiệp hội Công nghiệp Ghi âm Hoa Kỳ trao chứng nhận Vàng vào tháng 2 năm 2018. Bài hát sau đó nhận được chứng nhận Bạch kim. Phiên bản tiếng Nhật của "MIC Drop", "DNA" và "Crystal Snow" sau đó được phát hành tại Nhật Bản vào tháng 12 năm 2017 và bán được hơn 500.000 bản trong 1 tháng, trở thành đĩa đơn duy nhất của một nghệ sĩ nước ngoài được RIAJ trao chứng nhận Bạch kim kép vào năm 2017.

## Như nghệ sĩ chính
| Tên | Năm  | Vị trí cao nhất | Vị trí cao nhất | Vị trí cao nhất | Vị trí cao nhất | Vị trí cao nhất | Vị trí cao nhất | Vị trí cao nhất | Vị trí cao nhất | Vị trí cao nhất | Vị trí cao nhất | Doanh số                                                                   | Chứng nhận | Album                                                                                 |
| Tên | Năm  | KOR             | KOR             | AUS             | CAN             | JPN             | JPN             | NZ              | UK              | US              | US              | Doanh số                                                                   | Chứng nhận | Album                                                                                 |
| Tên | Năm  | Gaon            | Hot             | AUS             | CAN             | Oricon          | Hot             | NZ              | UK              | Hot             | World           | Doanh số                                                                   | Chứng nhận | Album                                                                                 |
| --- | ---- | --------------- | --------------- | --------------- | --------------- | --------------- | --------------- | --------------- | --------------- | --------------- | --------------- | -------------------------------------------------------------------------- | --- | ------------------------------------------------------------------------------------- |
| "No More Dream"                                                                                        | 2013 | 124             | —               | —               | —               | 8               | 6               | —               | —               | —               | 2               | - KOR: 49.068 - JPN: 39.000 - US: 45.000                                   | | 2 Cool 4 Skool và Wake Up                                                             |
| "We Are Bulletproof Pt. 2"                                                                             | 2013 | —               | —               | —               | —               | —               | —               | —               | —               | —               | —               | —                                                                          | | 2 Cool 4 Skool và Wake Up                                                             |
| "N.O"                                                                                                  | 2013 | 92              | —               | —               | —               | —               | —               | —               | —               | —               | —               | - KOR: 42.952                                                              | | O!RUL8.2? và Wake Up                                                                  |
| "Boy in Luv" (상남자)                                                                                  | 2014 | 45              | —               | —               | —               | 4               | 4               | —               | —               | —               | 5               | - KOR: 204.742 - JPN: 49.000                                               | | Skool Luv Affair và Wake Up                                                           |
| "Just One Day" (하루만)                                                                                | 2014 | 149             | —               | —               | —               | —               | —               | —               | —               | —               | 25              | - KOR: 34.803                                                              | | Skool Luv Affair                                                                      |
| "Danger"                                                                                               | 2014 | 58              | —               | —               | —               | 5               | —               | —               | —               | —               | 7               | - KOR: 56.577 - JPN: 56.000                                                | | Dark & Wild và Wake Up                                                                |
| "War of Hormone" (호르몬전쟁)                                                                          | 2014 | 173             | —               | —               | —               | —               | —               | —               | —               | —               | 11              | - KOR: 37.393                                                              | | Dark & Wild                                                                           |
| "I Need U"                                                                                             | 2015 | 5               | —               | —               | —               | 3               | 4               | —               | —               | —               | 3               | - KOR: 826.496 - US: 98.000 - JPN: 109.000                                 | - RIAJ: Vàng - RIAJ: Bạc                                                                                                   | The Most Beautiful Moment in Life, Pt. 1 và Youth                                     |
| "For You"                                                                                              | 2015 | —               | —               | —               | —               | 1               | 1               | —               | —               | —               | —               | - JPN: 84.000                                                              | - RIAJ: Vàng | Youth                                                                                 |
| "Dope" (쩔어)                                                                                          | 2015 | 44              | —               | —               | —               | —               | —               | —               | —               | —               | 3               | - KOR: 360.349 - US: 100.000                                               | - RIAJ: Bạc | The Most Beautiful Moment in Life, Pt. 1                                              |
| "Run"                                                                                                  | 2015 | 8               | —               | —               | —               | 2               | 2               | —               | —               | —               | 3               | - KOR: 612.236 - JPN: 136.000                                              | - RIAJ: Vàng | The Most Beautiful Moment in Life, Pt. 2 và Youth                                     |
| "Epilogue: Young Forever"                                                                              | 2016 | 29              | —               | —               | —               | —               | —               | —               | —               | —               | 3               | - KOR: 103.724                                                             | | The Most Beautiful Moment in Life: Young Forever                                      |
| "Fire" (불타오르네)                                                                                    | 2016 | 7               | 93              | —               | —               | —               | 30              | —               | —               | —               | 1               | - KOR: 856.373 - US: 100.000                                               | | The Most Beautiful Moment in Life: Young Forever                                      |
| "Save Me"                                                                                              | 2016 | 19              | —               | —               | —               | —               | —               | —               | —               | —               | 2               | - KOR: 241.463 - US: 92.000                                                | - RIAJ: Bạc | The Most Beautiful Moment in Life: Young Forever                                      |
| "Blood Sweat & Tears" (피 땀 눈물)                                                                     | 2016 | 1               | 77              | —               | 86              | —               | 18              | —               | —               | —               | 1               | - KOR: 2.500.000+ - US: 14.000                                             | - RIAJ: Bạc | Wings                                                                                 |
| "Spring Day" (봄날)                                                                                    | 2017 | 1               | 28              | —               | 100             | —               | 38              | —               | —               | —               | 1               | - KOR: 2.500.000+ - US: 14.000                                             | - RIAJ: Bạc | You Never Walk Alone                                                                  |
| "Not Today"                                                                                            | 2017 | 6               | —               | —               | 77              | —               | 23              | —               | —               | —               | 1               | - KOR: 258.206 - US: 12.000                                                | | You Never Walk Alone                                                                  |
| "DNA"                                                                                                  | 2017 | 2               | 1               | 99              | 47              | —               | 5               | —               | 90              | 67              | 1               | - KOR: 2.500.000+ - US: 96.000                                             | - ARIA: Vàng - BPI: Bạc - RIAA: Vàng - RIAJ: Bạch kim                                                                      | Love Yourself: Her                                                                    |
| "MIC Drop" (Steve Aoki Remix) (hợp tác với Desiigner)                                                  | 2017 | 23              | 63              | 50              | 37              | —               | —               | —               | 46              | 28              | 1               | - KOR: 80.550 - US: 186.000                                                | - ARIA: Vàng - BPI: Bạc - RIAA: Bạch kim                                                                                   | Love Yourself: Answer                                                                 |
| "Don't Leave Me"                                                                                       | 2018 | —               | —               | —               | —               | —               | 10              | —               | —               | —               | 1               | - JPN: 4.611 (kỹ thuật số) - US: 9.000                                     | | Face Yourself và Signal OST                                                           |
| "Fake Love"                                                                                            | 2018 | 1               | 1               | 36              | 22              | —               | 5               | 35              | 42              | 10              | 1               | - KOR: 2.500.000 - US: 105.000                                             | - KMCA: Bạch kim - ARIA: Vàng - BPI: Bạc - RIAA: Vàng                                                                      | Love Yourself: Tear                                                                   |
| "Idol" (solo hoặc hợp tác với Nicki Minaj)                                                             | 2018 | 1               | 1               | 35              | 5               | —               | 11              | —               | 21              | 11              | 1               | - KOR: 2.500.000                                                           | - KMCA: Bạch kim - ARIA: Vàng - RIAA: Bạch kim - RIAJ: Vàng                                                                | Love Yourself: Answer                                                                 |
| "Boy with Luv" (작은 것들을 위한 시) (hợp tác với Halsey)                                              | 2019 | 1               | 1               | 10              | 7               | —               | 7               | 12              | 13              | 8               | 1               | - KOR: 2.500.000 - AUS: 2.825 - US: 81.000                                 | - KMCA: 2× Bạch kim - KMCA: Bạch kim - ARIA: Bạch kim - BPI: Bạc - MC: Vàng - RIAA: Bạch kim - RIAJ: Bạch kim              | Map of the Soul: Persona                                                              |
| "Dream Glow" (với Charli XCX)                                                                          | 2019 | 75              | 74              | 77              | —               | —               | —               | —               | 61              | —               | 1               | - CHN: 304.535                                                             | | BTS World                                                                             |
| "A Brand New Day" (với Zara Larsson)                                                                   | 2019 | 103             | 93              | —               | —               | —               | —               | —               | —               | —               | 1               | - CHN: 233.859                                                             | | BTS World                                                                             |
| "All Night" (với Juice Wrld)                                                                           | 2019 | 102             | 92              | —               | —               | —               | —               | —               | —               | —               | 1               | - CHN: 187.826                                                             | | BTS World                                                                             |
| "Heartbeat"                                                                                            | 2019 | 62              | 2               | —               | 83              | —               | —               | —               | —               | —               | 1               |                                                                            | | BTS World                                                                             |
| "Make It Right" (hợp tác với Lauv)                                                                     | 2019 | 80              | 3               | 53              | 65              | —               | —               | —               | —               | 76              | 1               | - CHN: 295.094                                                             | - ARIA: Vàng | Đĩa đơn không có trong album                                                          |
| "Black Swan"                                                                                           | 2020 | 7               | 4               | 87              | 63              | —               | 31              | —               | 46              | 57              | 1               | - CHN: 344.400 - US: 24.000                                                | - JPN: Bạc | Map of the Soul: 7                                                                    |
| "On"                                                                                                   | 2020 | 1               | 1               | 29              | 18              | —               | 8               | —               | 21              | 4               | 1               | - US: 86.000                                                               | - RIAJ: Vàng - KMCA: Bạch kim                                                                                              | Map of the Soul: 7                                                                    |
| "Stay Gold"                                                                                            | 2020 | —               | —               | —               | —               | —               | 12              | —               | —               | —               | 1               | - CHN: 317.633 - JPN: 24.651 (kỹ thuật số) - US: 10.000                    | - RIAJ: Bạch kim | Map of the Soul: 7 – The Journey và Spiral Labyrinth – DNA Forensic Investigation OST |
| "Your Eyes Tell"                                                                                       | 2020 | —               | —               | —               | —               | —               | 8               | —               | —               | —               | 1               | - JPN: 17.223 (kỹ thuật số) - US: 8.000                                    | - RIAJ: Vàng | Map of the Soul: 7 – The Journey và Your Eyes Tell OST                                |
| "Dynamite"                                                                                             | 2020 | 1               | 1               | 2               | 2               | —               | 2               | 4               | 3               | 1               | —               | - CHN: 1.152.112 - JPN: 250.737 (kỹ thuật số) - UK: 22.000 - US: 1.260.000 | - KMCA: 2× Bạch kim - ARIA: 2× Bạch kim - BPI: Bạch kim - RIAA: 3× Bạch kim - RIAJ: Bạch kim - RIAJ: Vàng - RMNZ: Bạch kim | Be                                                                                    |
| "Life Goes On"                                                                                         | 2020 | 3               | 2               | 27              | 8               | —               | 10              | 33              | 10              | 1               | 1               | - US: 150.000                                                              | - RIAJ: Vàng | Be                                                                                    |
| "Film Out"                                                                                             | 2021 | —               | —               | —               | 79              | —               | 2               | —               | 73              | 81              | 1               | - JPN: 54.266 (kỹ thuật số)                                                | - RIAJ: Vàng | Signal the Movie Cold Case Investigation Unit OST và BTS, the Best                    |
| "Butter"                                                                                               | 2021 | 1               | 1               | 6               | 2               | —               | 1               | 6               | 3               | 1               | —               | - CHN: 439.856 - JPN: 196.980 (kỹ thuật số) - US: 1.903.300                | - BPI: Bạc - RIAJ: Vàng - RIAJ: Bạch kim - RIAA: 2× Bạch kim                                                               | Đĩa đơn không có trong album                                                          |
| "Permission to Dance"                                                                                  | 2021 | 2               | 1               | 6               | 10              | —               | 1               | 8               | 16              | 1               | —               | - JPN: 115.068 (kỹ thuật số) - US: 225.100                                 | - RIAJ: Vàng - RIAJ: Bạch kim                                                                                              | Đĩa đơn không có trong album                                                          |
| "My Universe" (với Coldplay)                                                                           | 2021 | 2               | —               | 7               | 9               | —               | 3               | 19              | 3               | 1               | —               | - JPN: 21.151 - US: 169.600                                                | - MC: Vàng | Music of the Spheres                                                                  |
| Tiếng Nhật                                                                                             |      |                 |                 |                 |                 |                 |                 |                 |                 |                 |                 |                                                                            | |                                                                                       |
| "Chi, Ase, Namida" {{small\| (血、汗、涙)                                                              | 2017 | —               | —               | —               | —               | 1               | 1               | —               | —               | —               | —               | - JPN: 273.000                                                             | - RIAJ: Bạch kim | Face Yourself                                                                         |
| "MIC Drop"                                                                                             | 2017 | —               | —               | —               | —               | 1               | 1               | —               | —               | —               | —               | - JPN: 401.000                                                             | - RIAJ: 2× Bạch kim | Face Yourself                                                                         |
| "DNA"                                                                                                  | 2017 | —               | —               | —               | —               | 1               | 10              | —               | —               | —               | —               | - JPN: 401.000                                                             | - RIAJ: 2× Bạch kim | Face Yourself                                                                         |
| "Crystal Snow"                                                                                         | 2017 | —               | —               | —               | —               | 1               | 19              | —               | —               | —               | —               | - JPN: 401.000                                                             | - RIAJ: 2× Bạch kim | Face Yourself                                                                         |
| "Fake Love"                                                                                            | 2018 | —               | —               | —               | —               | 1               | 1               | —               | —               | —               | —               | - JPN: 481.000                                                             | - RIAJ: 2× Bạch kim | Map of the Soul: 7 ~ The Journey ~                                                    |
| "Airplane Pt. 2"                                                                                       | 2018 | —               | —               | —               | —               | 1               | 25              | —               | —               | —               | —               | - JPN: 481.000                                                             | - RIAJ: 2× Bạch kim | Map of the Soul: 7 ~ The Journey ~                                                    |
| "Lights"                                                                                               | 2019 | —               | —               | —               | —               | 1               | 1               | —               | —               | —               | 1               | - JPN: 765.997                                                             | - RIAJ: Triệu | Map of the Soul: 7 ~ The Journey ~                                                    |
| "Boy with Luv"                                                                                         | 2019 | —               | —               | —               | —               | 1               | 17              | —               | —               | —               | —               | - JPN: 765.997                                                             | - RIAJ: Triệu - RIAJ: Bạc                                                                                                  | Map of the Soul: 7 ~ The Journey ~                                                    |
| "—" biểu thị cho bản phát hành không ra mắt trên bảng xếp hạng hoặc không được phát hành ở khu vực đó. |      |                 |                 |                 |                 |                 |                 |                 |                 |                 |                 |                                                                            | |                                                                                       |

## Như nghệ sĩ góp giọng
| "Ashes" (재) (Lim Jeong-hee hợp tác với BTS)                                                           | 2010 | —   | —   | —   | —   | —   | —   | —   | —   | —   | —   | —              | —              | It Can't Be Real             |
| "Love U, Hate U" (2AM hợp tác với BTS)                                                                 | 2010 | 86  | —   | —   | —   | —   | —   | —   | —   | —   | —   | —              | —              | Saint o'Clock                |
| "Bad Girl" (Lee Hyun hợp tác với BTS và Glam)                                                          | 2011 | —   | —   | —   | —   | —   | —   | —   | —   | —   | —   | —              | —              | You Are the Best of My Life  |
| "Because I'm a Foolish Woman" (바보같은 여자라) (Kan Mi-youn hợp tác với BTS)                          | 2011 | —   | —   | —   | —   | —   | —   | —   | —   | —   | —   | —              | —              | Watch                        |
| "Song to Make You Smile" (널 웃게 할 노래) (Lee Seung-gi hợp tác với BTS và Hareem)                    | 2011 | 36  | —   | —   | —   | —   | —   | —   | —   | —   | —   | - KOR: 329.031 | —              | Tonight                      |
| "Waste It on Me" (Steve Aoki hợp tác với BTS)                                                          | 2018 | 80  | 61  | 64  | 98  | 63  | 19  | —   | 28  | 57  | 89  | - US: 27.000   | - MC: Bạch kim | Neon Future III              |
| "Who" (Lauv hợp tác với BTS)                                                                           | 2020 | 113 | —   | —   | —   | —   | —   | —   | —   | —   | —   | —              | —              | How I'm Feeling              |
| "Savage Love (Laxed – Siren Beat) (BTS Remix)" (Jawsh 685, Jason Derulo và BTS)                        | 2020 | 6   | —   | 1   | —   | —   | 73  | —   | —   | —   | 1   | —              | —              | Đĩa đơn không có trong album |
| "Bad Decisions" (Benny Blanco hợp tác với BTS và Snoop Dogg)                                           | 2022 | TBA | TBA | TBA | TBA | TBA | TBA | TBA | TBA | TBA | TBA |                |                | TBA                          |
| "—" biểu thị cho bản phát hành không ra mắt trên bảng xếp hạng hoặc không được phát hành ở khu vực đó. |      |     |     |     |     |     |     |     |     |     |     |                |                |                              |

## Đĩa đơn quảng bá
| Tên              | Năm  | Vị trí cao nhất | Doanh số      | Album                        |
| Tên              | Năm  | KOR             | Doanh số      | Album                        |
| ---------------- | ---- | --------------- | ------------- | ---------------------------- |
| "Come Back Home" | 2017 | 21              | - KOR: 52.128 | Seo Taiji 25 Project         |
| "With Seoul"     | 2017 | —               | —             | Đĩa đơn không có trong album |

## Bài hát được xếp hạng khác
| Tên | Năm  | Vị trí cao nhất | Vị trí cao nhất | Vị trí cao nhất | Vị trí cao nhất | Vị trí cao nhất | Vị trí cao nhất | Vị trí cao nhất | Vị trí cao nhất | Vị trí cao nhất | Vị trí cao nhất | Doanh số                     | Chứng nhận                                       | Album                    |
| Tên | Năm  | KOR             | KOR             | AUS             | CAN             | FIN             | JPN Hot         | NZ              | NZ              | US              | US World        | Doanh số                     | Chứng nhận                                       | Album                    |
| Tên | Năm  | Gaon            | Hot             | AUS             | CAN             | FIN             | JPN Hot         | Heat.           | Hot             | US              | US World        | Doanh số                     | Chứng nhận                                       | Album                    |
| --- | ---- | --------------- | --------------- | --------------- | --------------- | --------------- | --------------- | --------------- | --------------- | --------------- | --------------- | ---------------------------- | ------------------------------------------------ | ------------------------ |
| "Like" (좋아요)                                                                                        | 2013 | —               | —               | —               | —               | —               | —               | —               | —               | —               | 10              | - KOR: 10.700 - US: 18.000   |                                                  | 2 Cool 4 Skool           |
| "Intro: 2 Cool 4 Skool"                                                                                | 2013 | —               | —               | —               | —               | —               | —               | —               | —               | —               | 18              | - US: 1.000                  |                                                  | 2 Cool 4 Skool           |
| "Interlude"                                                                                            | 2013 | —               | —               | —               | —               | —               | —               | —               | —               | —               | 22              |                              |                                                  | 2 Cool 4 Skool           |
| "Skit: Circle Room Talk"                                                                               | 2013 | —               | —               | —               | —               | —               | —               | —               | —               | —               | 23              |                              |                                                  | 2 Cool 4 Skool           |
| "Outro: Circle Room Cypher"                                                                            | 2013 | —               | —               | —               | —               | —               | —               | —               | —               | —               | 24              |                              |                                                  | 2 Cool 4 Skool           |
| "Satoori Rap" (팔도강산)                                                                               | 2013 | 303             | —               | —               | —               | —               | —               | —               | —               | —               | —               | - KOR: 4.326                 | O!RUL8.2?                                        |                          |
| "Attack on Bangtan" (진격의 방탄)                                                                      | 2013 | 353             | —               | —               | —               | —               | —               | —               | —               | —               | —               | - KOR: 3.769                 | O!RUL8.2?                                        |                          |
| "We On"                                                                                                | 2013 | 368             | —               | —               | —               | —               | —               | —               | —               | —               | —               | - KOR: 3.590                 | O!RUL8.2?                                        |                          |
| "If I Ruled the World"                                                                                 | 2013 | 373             | —               | —               | —               | —               | —               | —               | —               | —               | —               | - KOR: 3.478                 | O!RUL8.2?                                        |                          |
| "Where You From" (어디에서 왔는지)                                                                     | 2014 | 156             | —               | —               | —               | —               | —               | —               | —               | —               | —               | - KOR: 11.950                | Skool Luv Affair                                 |                          |
| "Tomorrow"                                                                                             | 2014 | 180             | —               | —               | —               | —               | —               | —               | —               | —               | 24              | - KOR: 6.808                 | Skool Luv Affair                                 |                          |
| "Jump"                                                                                                 | 2014 | 190             | —               | —               | —               | —               | —               | —               | —               | —               | —               | - KOR: 6.320                 | Skool Luv Affair                                 |                          |
| "Spine Breaker" (등골브레이커)                                                                         | 2014 | 201             | —               | —               | —               | —               | —               | —               | —               | —               | —               | - KOR: 6.027                 | Skool Luv Affair                                 |                          |
| "BTS Cypher Pt. 2: Triptych"                                                                           | 2014 | 208             | —               | —               | —               | —               | —               | —               | —               | —               | —               | - KOR: 5.606                 | Skool Luv Affair                                 |                          |
| "Outro: Propose"                                                                                       | 2014 | 231             | —               | —               | —               | —               | —               | —               | –               | —               | —               | - KOR: 4.977                 | Skool Luv Affair                                 |                          |
| "Intro: Skool Luv Affair"                                                                              | 2014 | 246             | —               | —               | —               | —               | —               | —               | —               | —               | —               | - KOR: 4.595                 | Skool Luv Affair                                 |                          |
| "Skit: Soulmate"                                                                                       | 2014 | 312             | —               | —               | —               | —               | —               | —               | —               | —               | —               | - KOR: 3.848                 | Skool Luv Affair                                 |                          |
| "Miss Right"                                                                                           | 2014 | 43              | —               | —               | —               | —               | —               | —               | —               | —               | —               | - KOR: 67.954                | Skool Luv Affair Special Addition                |                          |
| "Like (Slow Jam Remix)" (좋아요)                                                                       | 2014 | 232             | —               | —               | —               | —               | —               | —               | —               | —               | —               | - KOR: 7.080                 | Skool Luv Affair Special Addition                |                          |
| "Rain"                                                                                                 | 2014 | 162             | —               | —               | —               | —               | —               | —               | —               | —               | —               | - KOR: 12.220                | Dark & Wild                                      |                          |
| "Blanket Kick" (이불킥)                                                                                | 2014 | 163             | —               | —               | —               | —               | —               | —               | —               | —               | —               | - KOR: 12.164                | Dark & Wild                                      |                          |
| "Let Me Know"                                                                                          | 2014 | 175             | —               | —               | —               | —               | —               | —               | —               | —               | —               | - KOR: 10.338                | Dark & Wild                                      |                          |
| "24/7=Heaven"                                                                                          | 2014 | 175             | —               | —               | —               | —               | —               | —               | —               | —               | —               | - KOR: 10.505                | Dark & Wild                                      |                          |
| "Look Here" (여기 봐)                                                                                  | 2014 | 178             | —               | —               | —               | —               | —               | —               | —               | —               | —               | - KOR: 10.370                | Dark & Wild                                      |                          |
| "Would You Turn Off Your Cellphone?" (핸드폰 좀 꺼줄래)                                                | 2014 | 182             | —               | —               | —               | —               | —               | —               | —               | —               | —               | - KOR: 10.158                | Dark & Wild                                      |                          |
| "2nd Grade" (2학년)                                                                                    | 2014 | 192             | —               | —               | —               | —               | —               | —               | —               | —               | —               | - KOR: 9.350                 | Dark & Wild                                      |                          |
| "Hip Hop Lover" (힙합성애자)                                                                           | 2014 | 196             | —               | —               | —               | —               | —               | —               | —               | —               | —               | - KOR: 9.102                 | Dark & Wild                                      |                          |
| "BTS Cypher Pt. 3: Killer" (hợp tác với Supreme Boi)                                                   | 2014 | 199             | —               | —               | —               | —               | —               | —               | —               | —               | —               | - KOR: 8.707                 | Dark & Wild                                      |                          |
| "Intro: What Am I to You"                                                                              | 2014 | 219             | —               | —               | —               | —               | —               | —               | —               | —               | —               | - KOR: 7.785                 | Dark & Wild                                      |                          |
| "Outro: Does That Make Sense?" (Outro: 그게 말이 돼?)                                                  | 2014 | 224             | —               | —               | —               | —               | —               | —               | —               | —               | —               | - KOR: 7.754                 | Dark & Wild                                      |                          |
| "Interlude: What Are You Doing" (Interlude: 뭐해)                                                      | 2014 | 252             | —               | —               | —               | —               | —               | —               | —               | —               | —               | - KOR: 7.376                 | Dark & Wild                                      |                          |
| "Hold Me Tight" (잡아줘)                                                                               | 2015 | 59              | —               | —               | —               | —               | —               | —               | —               | —               | 12              | - KOR: 50.941                | The Most Beautiful Moment in Life, Pt. 1         |                          |
| "Converse High"                                                                                        | 2015 | 70              | —               | —               | —               | —               | —               | —               | —               | —               | 15              | - KOR: 42.309                | The Most Beautiful Moment in Life, Pt. 1         |                          |
| "Boyz with Fun" (흥탄소년단)                                                                           | 2015 | 80              | —               | —               | —               | —               | —               | —               | —               | —               | 13              | - KOR: 33.096                | The Most Beautiful Moment in Life, Pt. 1         |                          |
| "Outro: Love Is Not Over"                                                                              | 2015 | 98              | —               | —               | —               | —               | —               | —               | —               | —               | 25              | - KOR: 24.796                | The Most Beautiful Moment in Life, Pt. 1         |                          |
| "Moving On" (이사)                                                                                     | 2015 | 102             | —               | —               | —               | —               | —               | —               | —               | —               | —               | - KOR: 25.996                | The Most Beautiful Moment in Life, Pt. 1         |                          |
| "Intro: The Most Beautiful Moment in Life"                                                             | 2015 | 110             | —               | —               | —               | —               | —               | —               | —               | —               | —               | - KOR: 22.056                | The Most Beautiful Moment in Life, Pt. 1         |                          |
| "Skit: Expectation!"                                                                                   | 2015 | 128             | —               | —               | —               | —               | —               | —               | —               | —               | —               | - KOR: 15.095                | The Most Beautiful Moment in Life, Pt. 1         |                          |
| "Butterfly"                                                                                            | 2015 | 15              | —               | —               | —               | —               | —               | —               | —               | —               | 4               | - KOR: 115.630               | The Most Beautiful Moment in Life, Pt. 2         |                          |
| "Whalien 52"                                                                                           | 2015 | 31              | —               | —               | —               | —               | —               | —               | —               | —               | 14              | - KOR: 83.432                | The Most Beautiful Moment in Life, Pt. 2         |                          |
| "Autumn Leaves" (고엽)                                                                                 | 2015 | 35              | —               | —               | —               | —               | —               | —               | —               | —               | 10              | - KOR: 76.029                | The Most Beautiful Moment in Life, Pt. 2         |                          |
| "Ma City"                                                                                              | 2015 | 36              | —               | —               | —               | —               | —               | —               | —               | —               | 9               | - KOR: 74.542                | The Most Beautiful Moment in Life, Pt. 2         |                          |
| "Silver Spoon" (뱁새)                                                                                  | 2015 | 44              | —               | —               | —               | —               | —               | —               | —               | —               | 8               | - KOR: 58.494 - UK: 76.000   | The Most Beautiful Moment in Life, Pt. 2         |                          |
| "Outro: House of Cards"                                                                                | 2015 | 47              | —               | —               | —               | —               | —               | —               | —               | —               | 11              | - KOR: 52.230                | The Most Beautiful Moment in Life, Pt. 2         |                          |
| "Intro: Never Mind"                                                                                    | 2015 | 50              | —               | —               | —               | —               | —               | —               | —               | —               | 19              | - KOR: 44.443                | The Most Beautiful Moment in Life, Pt. 2         |                          |
| "Skit: One Night in a Strange City"                                                                    | 2015 | 74              | —               | —               | —               | —               | —               | —               | —               | —               | —               | - KOR: 32.799                | The Most Beautiful Moment in Life, Pt. 2         |                          |
| "Butterfly (Prologue Mix)"                                                                             | 2016 | 57              | —               | —               | —               | —               | —               | —               | —               | —               | —               | - KOR: 44.247                | The Most Beautiful Moment in Life: Young Forever |                          |
| "Love Is Not Over"                                                                                     | 2016 | 60              | —               | —               | —               | —               | —               | —               | —               | —               | 10              | - KOR: 44.984                | The Most Beautiful Moment in Life: Young Forever |                          |
| "House of Cards"                                                                                       | 2016 | 61              | —               | —               | —               | —               | —               | —               | —               | —               | 9               | - KOR: 44.225                | The Most Beautiful Moment in Life: Young Forever |                          |
| "Run (Ballad Mix)"                                                                                     | 2016 | 68              | —               | —               | —               | —               | —               | —               | —               | —               | —               | - KOR: 38.314                | The Most Beautiful Moment in Life: Young Forever |                          |
| "I Need U (Urban Mix)"                                                                                 | 2016 | 97              | —               | —               | —               | —               | —               | —               | —               | —               | —               | - KOR: 31.423                | The Most Beautiful Moment in Life: Young Forever |                          |
| "I Need U (Remix)"                                                                                     | 2016 | 122             | —               | —               | —               | —               | —               | —               | —               | —               | —               | - KOR: 25.720                | The Most Beautiful Moment in Life: Young Forever |                          |
| "Butterfly (Alternative Mix)"                                                                          | 2016 | 162             | —               | —               | —               | —               | —               | —               | —               | —               | —               | - KOR: 23.873                | The Most Beautiful Moment in Life: Young Forever |                          |
| "Run (Alternative Mix)"                                                                                | 2016 | 128             | —               | —               | —               | —               | —               | —               | —               | —               | —               | - KOR: 23.391                | The Most Beautiful Moment in Life: Young Forever |                          |
| "Lie" (Jimin solo)                                                                                     | 2016 | 19              | —               | —               | —               | —               | —               | —               | —               | —               | 3               | - KOR: 129.428               | Wings                                            |                          |
| "Stigma" (V solo)                                                                                      | 2016 | 26              | —               | —               | —               | —               | —               | —               | —               | —               | 1               | - KOR: 110.898               | Wings                                            |                          |
| "Begin" (Jungkook solo)                                                                                | 2016 | 27              | —               | —               | —               | —               | —               | —               | —               | —               | 1               | - KOR: 90.526                | Wings                                            |                          |
| "Lost"                                                                                                 | 2016 | 28              | —               | —               | —               | —               | —               | —               | —               | —               | 11              | - KOR: 126.846               | Wings                                            |                          |
| "21st Century Girls"                                                                                   | 2016 | 29              | —               | —               | —               | —               | —               | —               | —               | —               | 3               | - KOR: 129.884               | Wings                                            |                          |
| "Awake" (Jin solo)                                                                                     | 2016 | 31              | —               | —               | —               | —               | —               | —               | —               | —               | 6               | - KOR: 105.382               | Wings                                            |                          |
| "First Love" (Suga solo)                                                                               | 2016 | 32              | —               | —               | —               | —               | —               | —               | —               | —               | 17              | - KOR: 103.240               | Wings                                            |                          |
| "2! 3!" (둘! 셋! (그래도 좋은 날이 더 많기를))                                                         | 2016 | 34              | —               | —               | —               | —               | —               | —               | —               | —               | 1               | - KOR: 116.773               | Wings                                            |                          |
| "Am I Wrong"                                                                                           | 2016 | 35              | —               | —               | —               | —               | —               | —               | —               | —               | 14              | - KOR: 118.474               | Wings                                            |                          |
| "Mama" (J-Hope solo)                                                                                   | 2016 | 37              | —               | —               | —               | —               | —               | —               | —               | —               | 13              | - KOR: 97.929                | Wings                                            |                          |
| "Reflection" (RM solo)                                                                                 | 2016 | 38              | —               | —               | —               | —               | —               | —               | —               | —               | —               | - KOR: 82.068                | Wings                                            |                          |
| "BTS Cypher 4"                                                                                         | 2016 | 39              | —               | —               | —               | —               | —               | —               | —               | —               | 7               | - KOR: 103.656               | Wings                                            |                          |
| "Intro: Boy Meets Evil"                                                                                | 2016 | 40              | —               | —               | —               | —               | —               | —               | —               | —               | 9               | - KOR: 69.618                | Wings                                            |                          |
| "Interlude: Wings"                                                                                     | 2016 | 43              | —               | —               | —               | —               | —               | —               | —               | —               | 24              | - KOR: 55.318                | Wings                                            |                          |
| "A Supplementary Story: You Never Walk Alone"                                                          | 2017 | 15              | —               | —               | —               | 10              | —               | —               | —               | —               | 3               | - KOR: 87.532 - US: 8.000    | You Never Walk Alone                             |                          |
| "Outro: Wings"                                                                                         | 2017 | 19              | —               | —               | —               | 18              | —               | —               | —               | —               | 4               | - KOR: 78.261 - US: 6.000    | You Never Walk Alone                             |                          |
| "Best of Me"                                                                                           | 2017 | 7               | 86              | —               | —               | —               | 73              | —               | —               | —               | 3               | - KOR: 298.321 - UK: 79.000  | Love Yourself: Her                               |                          |
| "Dimple" (보조개)                                                                                      | 2017 | 10              | —               | —               | —               | —               | —               | —               | —               | —               | 4               | - KOR: 158.239               | Love Yourself: Her                               |                          |
| "Pied Piper"                                                                                           | 2017 | 13              | —               | —               | —               | —               | —               | —               | —               | —               | 8               | - KOR: 126.775               | Love Yourself: Her                               |                          |
| "Go (Go Go)" (고민보다)                                                                                | 2017 | 14              | 2               | —               | —               | —               | 58              | —               | —               | —               | 6               | - KOR: 434.749 - UK: 101.000 | Love Yourself: Her                               |                          |
| "MIC Drop"                                                                                             | 2017 | 17              | —               | —               | —               | —               | —               | —               | —               | —               | 7               | - KOR: 337.136               | Love Yourself: Her                               | - RIAJ: Bạc              |
| "Intro: Serendipity"                                                                                   | 2017 | 18              | —               | —               | —               | —               | —               | —               | —               | —               | 2               | - KOR: 114.128               | Love Yourself: Her                               |                          |
| "Outro: Her"                                                                                           | 2017 | 21              | —               | —               | —               | —               | —               | —               | —               | —               | 10              | - KOR: 104.635               | Love Yourself: Her                               |                          |
| "Skit: Billboard Music Awards Speech"                                                                  | 2017 | 34              | —               | —               | —               | —               | —               | —               | —               | —               | —               | - KOR: 55.944                | Love Yourself: Her                               |                          |
| "The Truth Untold" (전하지 못한 진심) (hợp tác với Steve Aoki)                                         | 2018 | 7               | 2               | 100             | —               | —               | —               | 4               | —               | —               | 2               | —                            | Love Yourself: Tear                              |                          |
| "134340"                                                                                               | 2018 | 25              | 4               | —               | —               | —               | —               | —               | —               | —               | 11              | —                            | Love Yourself: Tear                              |                          |
| "Paradise" (낙원)                                                                                      | 2018 | 23              | 3               | —               | —               | —               | —               | —               | —               | —               | 8               | —                            | Love Yourself: Tear                              |                          |
| "Love Maze"                                                                                            | 2018 | 28              | 5               | —               | —               | —               | —               | —               | —               | —               | 7               | —                            | Love Yourself: Tear                              |                          |
| "Magic Shop"                                                                                           | 2018 | 32              | 6               | —               | —               | —               | —               | —               | —               | —               | 6               | - US: 18.000                 | Love Yourself: Tear                              |                          |
| "Anpanman"                                                                                             | 2018 | 22              | 5               | —               | —               | —               | 33              | —               | —               | —               | 3               | - UK: 85.000                 | Love Yourself: Tear                              | - RIAJ: Bạc              |
| "Airplane Pt. 2"                                                                                       | 2018 | 35              | 6               | —               | —               | —               | 52              | 9               | —               | —               | 4               | —                            | Love Yourself: Tear                              |                          |
| "So What"                                                                                              | 2018 | 44              | 9               | —               | —               | —               | —               | —               | —               | —               | 9               | —                            | Love Yourself: Tear                              |                          |
| "Intro: Singularity"                                                                                   | 2018 | 54              | 10              | —               | —               | —               | 34              | —               | —               | —               | 3               | —                            | Love Yourself: Tear                              |                          |
| "Outro: Tear"                                                                                          | 2018 | 65              | 11              | —               | —               | —               | —               | —               | —               | —               | 10              | —                            | Love Yourself: Tear                              |                          |
| "Fake Love (Rocking Vibe Mix)"                                                                         | 2018 | 61              | —               | —               | —               | —               | —               | —               | —               | —               | —               | - CHN: 132.002               | Love Yourself: Answer                            |                          |
| "Euphoria" (Jungkook solo)                                                                             | 2018 | 11              | 2               | —               | 86              | —               | 76              | —               | 9               | —               | 1               | - UK: 91.000 - US: 15.000    | Love Yourself: Answer                            | - RIAJ: Vàng             |
| "I'm Fine"                                                                                             | 2018 | 14              | 3               | —               | 75              | —               | 36              | —               | 12              | —               | 3               | - US: 14.000                 | Love Yourself: Answer                            |                          |
| "Answer: Love Myself"                                                                                  | 2018 | 24              | 4               | —               | —               | —               | —               | —               | —               | —               | 6               | - US: 10.000                 | Love Yourself: Answer                            | - RIAJ: Bạc              |
| "Epiphany" (Jin solo)                                                                                  | 2018 | 30              | 5               | —               | —               | —               | —               | —               | —               | —               | 4               | - US: 10.000                 | Love Yourself: Answer                            |                          |
| "Trivia 起: Just Dance" (J-Hope solo)                                                                  | 2018 | 42              | 6               | —               | —               | —               | —               | —               | —               | —               | 7               | - US: 10.000                 | Love Yourself: Answer                            |                          |
| "Trivia 轉: Seesaw" (Suga solo)                                                                        | 2018 | 39              | 6               | —               | —               | —               | —               | —               | 15              | —               | 5               | - US: 11.000                 | Love Yourself: Answer                            |                          |
| "Trivia 承: Love" (RM solo)                                                                            | 2018 | 56              | 8               | —               | —               | —               | —               | —               | —               | —               | 9               | - US: 10.000                 | Love Yourself: Answer                            |                          |
| "Serendipity" (phiên bản đầy đủ) (Jimin solo)                                                          | 2018 | 77              | 9               | —               | —               | —               | —               | —               | —               | —               | 8               | - US: 10.000                 | Love Yourself: Answer                            |                          |
| "Idol" (hợp tác với Nicki Minaj)                                                                       | 2018 | 86              | 10              | —               | 5               | —               | 47              | —               | —               | 11              | 1               | - US: 86.000                 | Love Yourself: Answer                            |                          |
| "Mikrokosmos" (소우주)                                                                                 | 2019 | 8               | 2               | 92              | 79              | —               | 53              | —               | 6               | —               | 3               | - US: 11.600                 | - RIAJ: Bạc                                      | Map of the Soul: Persona |
| "Make It Right"                                                                                        | 2019 | 10              | 3               | 89              | 72              | —               | 54              | —               | 5               | 95              | 2               | - US: 9.100                  |                                                  | Map of the Soul: Persona |
| "Home"                                                                                                 | 2019 | 16              | 4               | 99              | 75              | —               | 69              | —               | 10              | —               | 4               | - US: 8.700                  |                                                  | Map of the Soul: Persona |
| "Jamais Vu"                                                                                            | 2019 | 17              | 5               | —               | 95              | —               | 95              | —               | —               | —               | 6               | - US: 7.100                  |                                                  | Map of the Soul: Persona |
| "Dionysus"                                                                                             | 2019 | 21              | 6               | —               | 88              | —               | 65              | —               | —               | —               | 5               | - US: 7.800                  |                                                  | Map of the Soul: Persona |
| "Intro: Persona"                                                                                       | 2019 | 34              | 7               | —               | —               | —               | —               | —               | —               | —               | 7               | - US: 6.800                  |                                                  | Map of the Soul: Persona |
| "00:00 (Zero O'Clock)"                                                                                 | 2020 | 6               | 6               | —               | —               | —               | —               | —               | —               | —               | 8               |                              | Map of the Soul: 7                               |                          |
| "Filter"                                                                                               | 2020 | 15              | 9               | —               | 88              | —               | —               | —               | 10              | 87              | 1               | - US: 22.000                 | Map of the Soul: 7                               |                          |
| "Friends" (친구)                                                                                       | 2020 | 13              | 7               | —               | —               | —               | —               | —               | —               | —               | —               | - US: 12.000                 | Map of the Soul: 7                               | - RIAJ: Bạc              |
| "My Time" (시차)                                                                                       | 2020 | 21              | 17              | —               | —               | —               | —               | —               | 12              | 84              | 1               | - US: 24.000                 | Map of the Soul: 7                               |                          |
| "Inner Child"                                                                                          | 2020 | 24              | 19              | —               | —               | —               | —               | —               | —               | —               | 1               | - US: 11.000                 | Map of the Soul: 7                               |                          |
| "Moon"                                                                                                 | 2020 | 22              | 12              | —               | —               | —               | —               | —               | —               | —               | 2               |                              | Map of the Soul: 7                               |                          |
| "Ugh!" (욱)                                                                                            | 2020 | 34              | 21              | —               | —               | —               | —               | —               | 14              | —               | 2               |                              | Map of the Soul: 7                               |                          |
| "Louder Than Bombs"                                                                                    | 2020 | 36              | 24              | —               | —               | —               | —               | —               | —               | —               | 2               | - US: 11.000                 | Map of the Soul: 7                               |                          |
| "We Are Bulletproof: The Eternal"                                                                      | 2020 | 38              | 22              | —               | —               | —               | —               | —               | —               | —               | 6               | - US: 11.000                 | Map of the Soul: 7                               |                          |
| "Respect"                                                                                              | 2020 | 47              | 28              | —               | —               | —               | —               | —               | —               | —               | 12              |                              | Map of the Soul: 7                               |                          |
| "Interlude: Shadow"                                                                                    | 2020 | 48              | 31              | —               | —               | —               | —               | —               | —               | —               | 11              |                              | Map of the Soul: 7                               |                          |
| "Outro: Ego"                                                                                           | 2020 | 51              | 32              | —               | —               | —               | —               | —               | —               | —               | 11              |                              | Map of the Soul: 7                               |                          |
| "Blue & Grey"                                                                                          | 2020 | 24              | 6               | —               | 64              | —               | 52              | —               | 7               | 13              | 2               |                              | Be                                               |                          |
| "Fly to My Room" (내 방을 여행하는 법)                                                                 | 2020 | 22              | 14              | —               | 65              | —               | 42              | —               | 8               | 69              | 6               |                              | Be                                               |                          |
| "Telepathy" (잠시)                                                                                     | 2020 | 38              | 17              | —               | 70              | —               | 76              | —               | 10              | 70              | 4               |                              | Be                                               |                          |
| "Stay"                                                                                                 | 2020 | 43              | 20              | —               | 76              | —               | 85              | —               | —               | 22              | 1               |                              | Be                                               |                          |
| "Dis-ease" (병)                                                                                        | 2020 | 48              | 22              | —               | 73              | —               | 86              | —               | —               | 72              | 5               |                              | Be                                               |                          |
| "Skit"                                                                                                 | 2020 | 87              | 36              | —               | —               | —               | —               | —               | —               | —               | —               |                              | Be                                               |                          |
| Tiếng Nhật                                                                                             |      |                 |                 |                 |                 |                 |                 |                 |                 |                 |                 |                              |                                                  |                          |
| "Crystal Snow"                                                                                         | 2017 | 94              | —               | —               | —               | —               | —               | —               | —               | —               | 2               | - KOR: 31.543                |                                                  | Face Yourself            |
| "Let Go"                                                                                               | 2018 | —               | —               | —               | —               | —               | 40              | —               | —               | —               | 2               | —                            | - RIAJ: Bạc                                      | Face Yourself            |
| "Intro: Ringwanderung"                                                                                 | 2018 | —               | —               | —               | —               | —               | —               | —               | —               | —               | 4               | —                            |                                                  | Face Yourself            |
| "Outro: Crack"                                                                                         | 2018 | —               | —               | —               | —               | —               | —               | —               | —               | —               | 5               | —                            |                                                  | Face Yourself            |
| "—" biểu thị cho bản phát hành không ra mắt trên bảng xếp hạng hoặc không được phát hành ở khu vực đó. |      |                 |                 |                 |                 |                 |                 |                 |                 |                 |                 |                              |                                                  |                          |

## Hợp tác khác
| Tên                    | Năm  | Thành viên   | Nghệ sĩ khác                               | Doanh số     |
| ---------------------- | ---- | ------------ | ------------------------------------------ | ------------ |
| "Perfect Christmas"    | 2013 | RM, Jungkook | Jo Kwon, Lim Jeong-hee, Joo Hee của 8Eight | KOR: 64.789+ |
| "Danger (MO-BLUE-MIX)" | 2014 | Tất cả       | Thanh Bùi                                  | —            |